# Бурая галлито
Бурая галлито (лат. Teledromas fuscus) — вид воробьиных птиц семейства топаколовых (Rhinocryptidae), единственный представитель одноимённого рода (Teledromas). Эндемик Аргентины. Подвидов не выделяют.

## Описание
Длина бурой галлито составляет 17 см. Два самца весили 35,4 и 41,8 г соответственно; одна самка весила 35,8 г. У взрослой особи макушка головы, спина и крылья светло-коричневые, как и центральные перья хвоста. Остальная часть хвоста черноватая. Горло и грудь белые, переходящие в светло-коричный цвет на боках и в области брюшка. Считается, что у молодых особей схожее оперение.

## Распространение и среда обитания
Бурая галлито — круглогодичный обитатель восточного склона Анд в Аргентине от юго-западной провинции Сальта на севере до провинции Рио-Негро на юге. На большей части этого ареала она встречается на высоте до 3 500 метров, а в Сальте — до 4 000 метров. Её среда обитания — субтропические или тропические сухие кустарниковые заросли, характеризующиеся редкой растительностью на песке и гравии, сухих промоинах и оврагах.

## Биология

### Питание
Считается, что основной пищей бурой галлито являются членистоногие. Она питается исключительно на земле, стараясь оставаться незамеченной, бегая между кустами.

### Размножение
Гнездование происходит в период с ноября по февраль южным летом. Гнездо представляет собой открытую чашку, построенную из трав и расположенную в конце туннеля длиной 40—50 см и диаметром 6—7 см. В кладке обычно два белых яйца размером в среднем 28 х 20 мм.

### Вокализация
Типичная песня бурой галлито — фраза из «громких нот „тчоук“», повторяющаяся до пяти раз в Рио-Негро и до 10 раз в других частях ареала.

## Статус
МСОП оценил бурую галлито как вид, вызывающий наименьшую озабоченность. Хотя численность популяции не определена, считается, что она стабильна, и вид достаточно распространен. Он обитает на нескольких охраняемых территориях, и его среда обитания не поддается сельскохозяйственному освоению.